# If You Want Blood You've Got It
If You Want Blood You've Got It je první živé album australské hard rockové kapely AC/DC vydané v roce 1978. Autory všech písní jsou Angus Young, Malcolm Young a Bon Scott.
Album bylo nahráno v roce 1978 při turné k albu Powerage. Album obsahuje písně z alb T.N.T., Dirty Deeds Done Dirt Cheap, Let There Be Rock a Powerage. Jde o poslední album z éry Bona Scotta, které produkovali Harry Vanda a George Young, kteří produkovali všechna předchozí alba kapely.

## Seznam skladeb
1. "Riff Raff" – 5:10
2. "Hell Ain't a Bad Place to Be" – 4:02
3. "Bad Boy Boogie" – 7:35
4. "The Jack" – 5:43
5. "Problem Child" – 4:32
6. "Whole Lotta Rosie" – 5:20
7. "Rock 'n' Roll Damnation" – 3:30
8. "High Voltage" – 5:05
9. "Let There Be Rock" – 8:15
10. "Rocker" – 3:00

- Autory všech skladeb jsou Angus Young, Malcolm Young a Bon Scott.

## Obsazení
- Bon Scott - zpěv
- Angus Young - kytara
- Malcolm Young - kytara, doprovodný zpěv
- Cliff Williams - baskytara, doprovodný zpěv
- Phil Rudd - bicí